# Ron Grainer
Ronald Erle „Ron“ Grainer (* 11. August 1922 in Atherton, Queensland; † 21. Februar 1981 in Cuckfield, Sussex, England) war ein australischer Komponist von Theater-, Fernseh- und Filmmusik überwiegend in britischen Produktionen.

## Leben
Bereits im Alter von vier Jahren lernte Grainer Violine und später zusätzlich auch noch Klavier und beherrschte beide Instrumente perfekt als Teenager. Nach dem Zweiten Weltkrieg erhielt er seine weitere Ausbildung bei Sir Eugene Goossens am Sydney Conservatorium of Music. Nach seiner Ausbildung beabsichtigte Grainer, eine Karriere als Komponist und Interpret von klassischer Musik in England zu beginnen. Als er jedoch 1953 mit seiner Ehefrau Margot dort ankam, erhielt er zunächst nur eine Anstellung als Pianist in der leichten Unterhaltungsmusik bei der Showtruppe The Alien Brothers & June, die unter anderem auch Billy Daniels, Guy Mitchell, Frankie Laine, Al Martino und Billy Eckstine verpflichtet hatten. Mit dieser hatte er unter anderem drei Auftritte im Londoner Palladium. Grainer erwarb sich auch Reputation als Klavier-Begleiter bekannter Künstler.
Während dieser Zeit machte Grainer auch seine ersten Platten-Aufnahmen als Begleiter der irischen Folksänger Charlie McGhee und Patrick O'Hagan und war auch auf einer Weihnachtsplatte der Künstlerin Shari zu hören. Ihm gefielen dabei die Klänge alter Musikinstrumente und er begann historische Instrumente zu sammeln und auch spezielle Musik für sie zu schreiben, unter anderem ein Jazz-Ballet.
Nach der Scheidung von Margot und der Heirat mit seiner zweiten Frau Jennifer ließ sich Grainer in Roehampton nieder. Er wurde als Musikberater für den Sender Associated Rediffusion TV tätig, unter anderem in Sendungen mit Tito Gobbi und Maria Callas. Hauptsächlich war er jedoch immer wieder als Pianist im Probenraum bei der BBC TV beschäftigt, was ihm letztendlich die musikalischen Türen öffnete. Er wurde mit der Komposition der Musik für eine Anzahl von Fernsehspielen beauftragt und nahm auch den Job als Musikberater von Julie Andrews an.
1960 wurde er mit der Komposition des Themas und der Untermalungsmusik zur neuen Fernsehserie Kommissar Maigret (1960) mit Rupert Davies betraut, in der er die Instrumente Cembalo, Banjo und Clavichord einsetzte und so eine französische Stimmung mit der Musik schuf, die zum Erfolg der Serie beitrug (In der deutschen Fassung der Serie Maigret wurde die Titelmusik von Grainer ausgetauscht gegen eine Komposition von Ernst August Quelle). Die Single und EP-Single mit der Titelmusik wurde sein erster Plattenvertrag mit Warner Bros. und erreichte in den britischen Charts Platz 20. Viele weitere Fernsehserien und Kinofilme folgten, unter anderem die Filmkomödie Auch die Kleinen wollen nach oben, die Krimiserie Paul Temple mit Francis Matthews und Ros Drinkwater, die Jugendserie Kim & Co sowie die Science-Fiction-Serie Doctor Who: Grainer war von Delia Derbyshires Einspielung seiner Komposition so beeindruckt, dass er sie im Abspann beteiligt sehen wollte; er konnte sich bei der BBC dahingehend jedoch nicht durchsetzen.

## Filmografie (Auswahl)
- 1960: Kommissar Maigret (Maigret, Fernsehserie)
- 1962: Nur ein Hauch Glückseligkeit (A Kind of Loving)
- 1962: Der große Knüller (The Dock Brief)
- 1963: Endstation 13 Sahara (Station Six-Sahara)
- 1963: Doctor Who
- 1963: Auch die Kleinen wollen nach oben (The Mouse on the Moon)
- 1963: Der zweite Mann (The Running Man)
- 1963: The Home-Made Car (Kurzfilm)
- 1964: Der Millionenschatz (The Moon-Spinners)
- 1964–1974: Steptoe and Son (Fernsehserie, 44 Folgen)
- 1964: Stunden des Ruhms - Winston Churchills Leben und Werk (The Finest Hours)
- 1967–1968: Der Mann mit dem Koffer (Man in a Suitcase, Fernsehserie, 29 Folgen)
- 1967–1968: Nummer 6 (The Prisoner, Fernsehserie, 17 Folgen)
- 1967: Junge Dornen (To Sir, With Love)
- 1969: Mörder GmbH (The Assassination Bureau)
- 1971: Der Omega-Mann (The Omega Man)
- 1972: Meuterei im Bus (Mutiny on the Buses)
- 1975: Der Teufel in ihr (I Don’t Want to Be Born)
- 1975: Kim & Co (Fernsehserie, 13 Folgen)
- 1976: Vagabund in tausend Nöten (The Bawdy Adventures of Tom Jones)
- 1979–1988: Die unglaublichen Geschichten von Roald Dahl (Tales of the Unexpected, Fernsehserie, 80 Folgen)

## Auszeichnungen
- 1968: Grammy-Nominierung für To Sir, with Love (1967)